# Sanitätswesen
Le Sanitätswesen (en français : « Corps Médical ») est l'une des cinq divisions d'une organisation des camps de concentration ou d'extermination nazi pendant l'Holocauste. Les autres divisions sont : le centre de commandement, les services de l'administration, la division politique (Politische Abteilung) et un camp de détention pour les détenus qui ont une santé fragile.

## Contexte
Le corps médical est une composante obligatoire de l'état-major du centre de commandement d'un camp de concentration. Cette division est subordonnée au médecin-chef de l'Inspection des camps de concentration ; après 1937, le médecin-chef de l’Inspektion der Konzentrationslager est responsable de l'affectation du personnel médical dans les camps de concentration.
Plus tard, le corps d'inspection devient l'Amt D de l'Office central SS pour l'économie et l'administration et Enno Lolling devient le 3 mars 1942, chef de l'Amt D III für Sanitätswesen und Lagerhygiene dont le siège est à Oranienburg. Il est aussi le médecin-chef qui supervise tous les médecins des camps de concentration, et est lui-même subordonné au Reichsarzt SS Ernst-Robert Grawitz.

## Médecin-chef
Le Standortarzt (en français : « médecin du camp »), le médecin en chef, également appelé « premier médecin du camp », dirige le corps médical du camp de concentration. À ce titre, il dirige tout le personnel médical du camp. Il est également responsable de l'exécution des instructions du médecin-chef du corps d'inspection et de la préparation des rapports mensuels à son intention.

## Médecin des troupes
Le « médecin des troupes » (Truppenarzt) est responsable des soins médicaux des gardes SS et des membres de leur famille.

## Campement des médecins
Le reste des médecins du camp est réparti dans les zones restantes du camp (camp des hommes, camp des femmes, etc.), selon un tableau de service. Les soins médicaux aux détenus sont secondaires par rapport à leurs tâches principales. Les aspects hygiéniques de la prévention des maladies et du maintien de la capacité de travail des détenus revêtent une importance primordiale. À cette fin, ils font appel à des détenus médecins et infirmiers pour servir de personnel auxiliaire à l'infirmerie.
Selon le commandant du camp de concentration d'Auschwitz, Rudolf Höss, leurs tâches non médicales sont : 
- Ils doivent être présents à l'arrivée des transports de Juifs pour procéder à des sélections d'hommes et de femmes aptes au travail.
- Ils doivent être aux chambres à gaz pour observer les procédures de mise à mort et vérifier que tout le monde est mort[1].
- Les Zahnärzte (dentistes) doivent effectuer des tests ponctuels continus pour vérifier que les dentistes prisonniers du Sonderkommando ont retiré tout l'or de la bouche des morts[2] avant qu'ils ne soient incinérés dans le crématorium, et qu'ils ont bien placé l'or dans les conteneurs sécurisés à cet effet. Ils doivent également surveiller la fonte de l'or par la suite[1].
- Ils doivent séparer des autres et envoyer à l'extermination les Juifs devenus inaptes et dont le pronostic ne prévoit pas de retour au travail dans les quatre semaines. Ceux qui ne peuvent se lever de leur lit doivent être tués par une injection[1].
- Ils doivent mener des verschleierten Exekutionen (exécutions secrètes) de prisonniers en bonne santé arrêtés par la Politische Abteilung et condamnés à mort pour des raisons politiques. Ceux-ci sont « liquidés » par injection. La Gestapo du camp tient à ce que les exécutions restent secrètes, c'est pourquoi les médecins certifient le décès comme étant de « causes naturelles »[1].
- La présence aux exécutions « judiciaires » du camp est requise pour certifier la mort[1].
- Ils doivent assister aux châtiments corporels des prisonniers[1].
- Ils doivent pratiquer des avortements forcés sur des femmes non allemandes, jusqu'au cinquième mois[1].

De plus, les médecins ont la possibilité, et dans certains cas, sont mandatés pour cela, de mener des « recherches médicales ». Ces expériences sont menées sur des prisonniers vivants ou parfois sur des prisonniers exécutés dans le cadre d'un projet de recherche particulier,. Parallèlement, il existe de nombreux contacts dans tout le Reich allemand avec des professeurs nationaux-socialistes dans des facultés et des institutions médicales, telles que l'Institut Kaiser Wilhelm (aujourd'hui l'Institut Max Planck), ainsi que l'industrie pharmaceutique et les organisations médicales.
Lorsque le bureau de l'état civil local exige un certificat de décès pour un prisonnier décédé, celui-ci est falsifié en ce qui concerne le nom du médecin et la cause du décès.

## Médecins SS
Les médecins du camp se voient attribuer des infirmiers SS comme personnel auxiliaire à l'infirmerie. Ces personnels ont souvent peu ou pas de formation en soins infirmiers et n'ont que des connaissances médicales limitées.

## Médecins et infirmières détenus
Les soins et le traitement directs des détenus malades sont principalement assurés par des détenus qui étaient médecins et infirmiers avant leur arrestation. Parfois, leur travail médical était effectué « illégalement », en désobéissance à un ordre direct des SS.

## Après 1945
Bien qu'un certain nombre des médecins nazis les plus importants aient été jugés à Nuremberg et que certains aient été exécutés, de nombreux médecins nazis ont trouvé des situations confortables et respectables après la guerre. Par exemple, en Allemagne de l'Est, Hermann Voss est devenu un anatomiste de premier plan et en Allemagne de l'Ouest, Eugen Wannenmacher est devenu professeur à l'Université de Münster et Otmar von Verschuer, qui avait été le mentor et le parrain de Josef Mengele, a été autorisé à poursuivre sa pratique médicale. Leur passé nazi était généralement ignoré, bien que certains aient été contraints de travailler sous de faux noms. Les expériences qu'ils ont menées ont été citées dans des revues médicales et parfois republiées sans référence ni avertissement quant à la manière dont les données de recherche ont été obtenues.